# Вільгельм Англійський
«Вільгельм Англійський» (фр. Guillaume d'Angleterre) — твір Кретьєна де Труа, який сам автор іменує «повістю у віршах» (un conte par rime) і який іноді неточно називають романом; мабуть, правильніше назвати його агіографічною поемою.
Джерела, що визначили сюжет, це, з одного боку, агіографія, з іншого боку, грецький роман II ст. н. е. «Історія Аполлонія Тирського», переказаний латиною у VI ст. 